# Distrito electoral de Posen (condado de Howard, Nebraska)
Posen (en inglés: Posen Precinct) es un distrito electoral ubicado en el condado de Howard en el estado estadounidense de Nebraska. En el Censo de 2010 tenía una población de 289 habitantes y una densidad poblacional de 2,85 personas por km².

## Geografía
Posen se encuentra ubicado en las coordenadas 41°13′27″N 98°40′22″O / 41.22417, -98.67278. Según la Oficina del Censo de los Estados Unidos, Posen tiene una superficie total de 101.34 km², de la cual 101.27 km² corresponden a tierra firme y (0.07%) 0.07 km² es agua.

## Demografía
Según el censo de 2010, había 289 personas residiendo en Posen. La densidad de población era de 2,85 hab./km². De los 289 habitantes, Posen estaba compuesto por el 97.92% blancos, el 0% eran afroamericanos, el 0% eran amerindios, el 0.69% eran asiáticos, el 0% eran isleños del Pacífico, el 1.38% eran de otras razas y el 0% pertenecían a dos o más razas. Del total de la población el 2.42% eran hispanos o latinos de cualquier raza.